# Morgan Tsvangirai
Morgan Tsvangirai, né le 10 mars 1952 à Gutu et mort le 14 février 2018 à Johannesbourg, est un homme d'État zimbabwéen.
Ancien mineur et chef du Congrès des syndicalistes zimbabwéens, il fonde et préside le Mouvement pour le changement démocratique (MDC). Il est candidat aux élections présidentielles de 2002, 2008 et 2013, qu'il perd de façon controversée face au président sortant, Robert Mugabe. À la suite de la conclusion d'un accord avec celui-ci, il est Premier ministre du Zimbabwe de 2009 à 2013.

## Biographie

### Origines
Fils d'un maçon de l'ethnie shona, Morgan Tsvangirai est né à Gutu dans l'est de la colonie britannique de Rhodésie du Sud en 1952. Il est l'ainé d'une famille de neuf enfants.

### Vie familiale
En 1978, il se marie à Susan Mhundwa, avec qui il a six enfants.

### Carrière professionnelle
Après de brèves études, il quitte l'école pour aller travailler en tant qu'ouvrier dans une usine de textiles, près de Salisbury, la capitale.
Quelques années plus tard, il est mineur pour une compagnie d'extraction de nickel à Bindura où il vit pendant une dizaine d'années. Il se tient alors à l'écart de la lutte armée contre le régime blanc de Ian Smith.
Contremaître de la mine de nickel, Tsvangirai est aussi chef de section du syndicat Associate Mine Workers Union. Il devient ensuite l'un des responsables de la National Mine Workers Union, avant d'accéder à la fonction de secrétaire général du Congrès des syndicalistes zimbabwéens (Zimbabwe Congress of Trade Unions) en 1988.
En 1989, il est accusé d'être un espion sud-africain et est emprisonné pendant six semaines.
Il commence à devenir l'un des représentants de l'opposition politique à Robert Mugabe à la fin de l'année 1997 et au début de 1998, quand il coordonne une série de grèves, dirigées contre le régime pour protester contre la décision du gouvernement d'allouer aux "vétérans" de la guerre d'indépendance des indemnités de retraite, et de financer cette mesure en augmentant les impôts.

### Parcours politique
En 1999, Morgan Tsvangirai fonde le Mouvement pour le changement démocratique (MDC). Ce nouveau parti fédère en grande partie l'opposition, jusqu'alors morcelée. En réaction, Robert Mugabe accuse le MDC et son chef d'être une marionnette de la minorité blanche et du Royaume-Uni. Tsvangirai est alors visé par une campagne de déstabilisation et affirme être la cible d'attentats.
En février 2000, le MDC fait campagne contre le référendum sur la réforme de la Constitution. Avec la victoire du « non », Tsvangirai inflige une défaite historique à Robert Mugabe. Lors des élections législatives de juin, le MDC remporte 57 sièges, contre 62 pour le ZANU-PF de Robert Mugabe, brisant ainsi le monopole du parti au pouvoir depuis 20 ans. Tsvangirai n'est cependant pas élu.
Lors de l'élection présidentielle de 2002, il se présente contre Robert Mugabe. L'élection est, selon de nombreux observateurs, entachée de fraudes. Robert Mugabe est réélu avec 56,2 % des suffrages (contre plus de 80 % en 1990 et 1996) alors que Morgan Tsvangirai obtient 42 %.
En mars 2007, il est incarcéré et passé à tabac à la suite d'une manifestation du MDC et d'autres mouvements politiques regroupés dans une coalition dénommée « Campagne pour sauver le Zimbabwe » (Save Zimbabwe Campaign), interdite par le gouvernement. Le rassemblement politique entendait manifester contre l'interdiction des manifestations et rassemblements politiques, contre l'intention du président Robert Mugabe de se présenter à un nouveau mandat en 2008 et pour dénoncer la crise sociale, économique et politique que connaissait le Zimbabwe depuis l'an 2000 (en février 2007, le taux d'inflation atteint les 1 600 % ). Poursuivi en justice avec une cinquantaine d'autres opposants, il comparait au surlendemain de son arrestation, en boitant, avec une blessure à la tête, un œil enflé et en partie fermé. Il est hospitalisé peu de temps après.
Il est candidat à l'élection à l'élection présidentielle de 2008, de nouveau face à Robert Mugabe. D'après les résultats proclamés le 2 mai (plus d'un mois après le premier tour), Morgan Tsvangirai obtient 47,9 % des suffrages, devançant Mugabe (43,2 % des voix). Le MDC affirme que Tsvangirai a en réalité obtenu la majorité absolue des suffrages, que les résultats sont truqués et que les partisans de Mugabe ont commis de nombreux actes de violences destinés à intimider les électeurs du MDC. Le 22 juin, cinq jours avant le second tour, Tsvangirai annonce qu'il se retire de l'élection, affirmant craindre pour la sécurité de ses électeurs et dénonçant une « simulation de processus électoral »,. Tsvangirai affirme que les partisans de Mugabe ont tué 86 personnes et chassé 200 000 autres de leurs foyers. Il accuse le gouvernement d'avoir interdit les rassemblements et manifestations en faveur du MDC, d'avoir arrêté et harcelé les dirigeants du parti, de n'avoir pas fait parvenir d'aide alimentaire aux régions où Tsvangirai avait obtenu de bons résultats au premier tour, et d'avoir interdit la diffusion de messages en faveur du MDC dans les médias. Des juristes internationaux estiment que ce second tour, organisé hors délai, n'a aucune valeur au regard de la loi électorale du pays. Le 29 juin, les résultats officiels donnent 233 000 voix à Tsvangirai à l'issue du second tour, soit 9,8 % des suffrages exprimés.

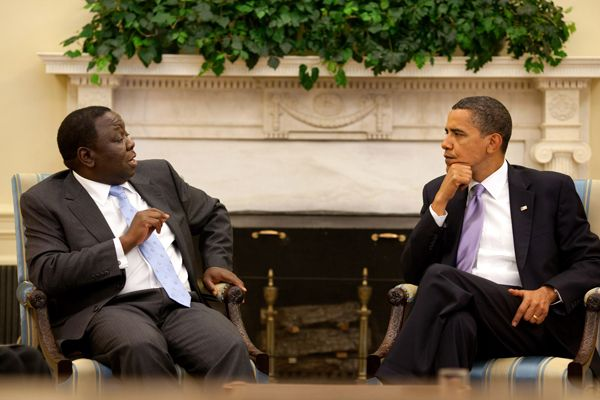
Morgan Tsvangirai et Barack Obama, le 12 juin 2009.

Le 11 février 2009, il devient Premier ministre d'un gouvernement de coalition.
Le 6 mars 2009, il est victime d'un accident de voiture qui coûte la vie à son épouse. Le chauffeur d'un camion estampillé USAID aurait percuté le 4x4 des époux Tsvangirai qui arrivait sur la voie d'en face en tentant d'éviter un nid de poule. Morgan Tsvangirai est hospitalisé dans une clinique privée à Harare puis au Botswana. Tsvangirai réfute la possibilité qu'il puisse s'agir d'un attentat contre lui, tout comme son parti, qui rappelle toutefois que nombre des opposants de Mugabe « sont morts lors d'accidents de la route suspects impliquant des camions de l'armée ».
Le 13 février 2013, Morgan Tsvangirai annonce la tenue d'un référendum pour le mois de mars afin d'approuver une nouvelle Constitution qui limite notamment les pouvoirs et la durée du mandat du président de la République. Le « oui » recueille 94,5 % des suffrages exprimés.
Il se présente à l'élection présidentielle de juillet 2013, où il termine deuxième avec 35 % des voix, derrière Robert Mugabe (61 %). Le 11 septembre suivant, la fonction de Premier ministre est supprimée et un nouveau gouvernement est installé.

### Maladie et mort
En juin 2016, un mois après une hospitalisation en Afrique du Sud, Morgan Tsvangirai annonce qu'il est atteint d’un cancer du côlon et qu'il suit une chimiothérapie,. À cette occasion, il appelle à une plus forte transparence des personnalités politiques sur leur état de santé. À la suite du départ du pouvoir de Robert Mugabe, fin 2017, il se fait discret et retourne se faire hospitaliser en Afrique du Sud alors qu'il est pressenti pour être candidat de l'ensemble des partis d'opposition à l'élection présidentielle de 2018. Sa capacité à se présenter est néanmoins remise en cause en raison de ses absences prolongées. Il meurt le 14 février 2018 à Johannesbourg,.
Le nouveau président du Zimbabwe, Emmerson Mnangagwa, lui rend hommage, saluant celui « qui a toujours insisté pour des élections libres, justes, crédibles et non violentes » ; il estime qu'« on se souviendra de sa capacité à tendre la main, en dépit des divergences politiques, pour former un gouvernement d'union nationale après les élections de 2008 qui avaient divisé ». L'Union européenne rend hommage à un « homme courageux » ayant lutté pour « la démocratie multipartite et la justice ». Pour le secrétaire d'État britannique aux Affaires étrangères, Boris Johnson, « il représentait le courage et la détermination face à l'oppression et a donné aux Zimbabwéens la foi de croire en l'avenir ». L'État zimbabwéen finance ses funérailles.